# Stephen Krashen
Stephen Krashen (* 14. Mai 1941 in Chicago) ist ein US-amerikanischer Linguist, Didaktiker und Aktivist. Er ist emeritierter Professor der University of Southern California. 

## Das 5-Hypothesen-Modell
Krashen schlug zusammen mit Tracy D. Terrell den „natürlichen Ansatz“ (natural approach) beim Grammatiklernen vor. Dieses Herangehen gründet sich auf das sogenannte 5-Hypothesen-Modell.
1. Grammatikerwerb erfolgt nicht durch explizites Grammatiklernen, sondern intuitiv beim Sprachgebrauch. (Acquisition Hypothesis)
2. Grammatikerwerb ist nur möglich durch sprachlichen Input, der leicht über dem aktuellen Sprachniveau des Lernenden liegt. (Input Hypothesis)
3. Bewusstgemachtes abstraktes Grammatikwissen dient nur der Überprüfung der Richtigkeit des Erlernten. (Monitor Hypothesis)
4. Die Natur gibt die für das Lernen günstigste Reihenfolge des Grammatikerwerbs vor: Jene Abfolge, in der sprachliche Strukturen der Muttersprache erworben werden, ist auch beim Erlernen einer Fremdsprache die günstigste. (Natural Order Hypothesis)
5. Motivationen, Bedürfnisse, Haltungen und Emotionen beeinflussen das Lernen, können es behindern oder fördern. Sie wirken als affektiver Filter. (Affective Filter Hypothesis)